# Many, Louisiana
Many är administrativ huvudort i Sabine Parish i Louisiana. Orten har fått sitt namn efter militären John B. Many. Vid 2010 års folkräkning hade Many 2 853 invånare.